# سوندر غوتورمسن
سوندر غوتورمسن (بالنرويجية البوكمول: Sondre Guttormsen)‏ هو منافس ألعاب قوى نرويجي، ولد في 1 يونيو 1999 في دافيس في الولايات المتحدة.

## وصلات خارجية
- سوندر غوتورمسن على موقع الاتحاد الدولي لألعاب القوى (الإنجليزية)
- سوندر غوتورمسن على موقع الاتحاد الأوروبي لألعاب القوى (الإنجليزية)
- سوندر غوتورمسن على موقع TFRRS.org (الإنجليزية)
- سوندر غوتورمسن على موقع TFRRS.org (الإنجليزية)
- سوندر غوتورمسن على موقع اللجنة الأولمبية الدولية (الإنجليزية)
- سوندر غوتورمسن على موقع أوليمبيديا (الإنجليزية)